# Provincia de Piura
La provincia de Piura es una de las ocho provincias que conforman el departamento de Piura, en el norte del Perú, y tiene una población de 894 847, de acuerdo a una proyección del INEI, 2018-2020, hecha en enero de 2020. Limita con las provincias de Paita y de Sullana por el noroeste; con las provincias de Ayabaca, Morropón y Lambayeque por el este, y con la de Sechura por el suroeste. Su capital es la ciudad de Piura.
Desde el punto de vista jerárquico de la Iglesia católica, forma parte de la arquidiócesis de Piura.

## Historia
Fue creada por el Reglamento Provisional del 12 de febrero de 1821, es la primera de las 8 provincias que conforman esta región, pues en ella se encuentra la ciudad de Piura. El 30 de enero de 1837, fue elevada a la categoría de provincia litoral. En 1861 se crea el departamento de Piura con tres provincias: Piura, Paita y Ayabaca.

## Bandera de la Ciudad (Piura)
La bandera de Piura, en el departamento de Piura (Perú) es uno de los símbolos de esta ciudad. Está formada por tres bandas verticales de las mismas dimensiones u tiene de colores azul, rojo y amarrillo y el escudo de la ciudad en el centro.

Bandera de la provincia

El color azul celeste representa la lealtad de sus pobladores, el color rojo hacer referencia a la corona y el amarillo a la extracción minera que es la principal fuente de economía del departamento. 
En medio de la bandera se ubica el escudo departamental que representa a la Divina Providencia.

## División administrativa
La provincia tiene una extensión de 6211,61 km² y se divide en 10 distritos.
A continuación se especificará en un cuadro cual ha sido su Ubigeo, Distrito, Capital, La Altitud (m.s.n.m), Superficie (km²) y Población:
| Ubigeo | Distrito              | Capital             | Altitud (m s. n. m.) | Superficie (km²) | Población (2020) |
| ------ | --------------------- | ------------------- | -------------------- | ---------------- | ---------------- |
| 200101 | Piura                 | San Miguel de Piura | 36                   | 330.32           | 177 748          |
| 200104 | Castilla              | Castilla            | 32                   | 662.23           | 183 759          |
| 200105 | Catacaos              | Catacaos            | 23                   | 2565.78          | 80 950           |
| 200107 | Cura Mori             | Cucungará           | 28                   | 197.65           | 20 065           |
| 200108 | El Tallán             | Sinchao             | 15                   | 116.52           | 5 628            |
| 200109 | La Arena              | La Arena            | 22                   | 160.22           | 41 286           |
| 200110 | La Unión              | La Unión            | 17                   | 213.16           | 44 355           |
| 200111 | Las Lomas             | Las Lomas           | 240                  | 634.47           | 29 241           |
| 200114 | Tambogrande           | Tambogrande         | 72                   | 1442.81          | 124 028          |
| 200115 | Veintiséis de Octubre | San Martín          | 36                   | 110              | 187 787          |
| Total  | Total                 | Total               | Total                | 6433,16          | 894 847          |

## Banderas de los Distritos de Piura

Distrito de Piura
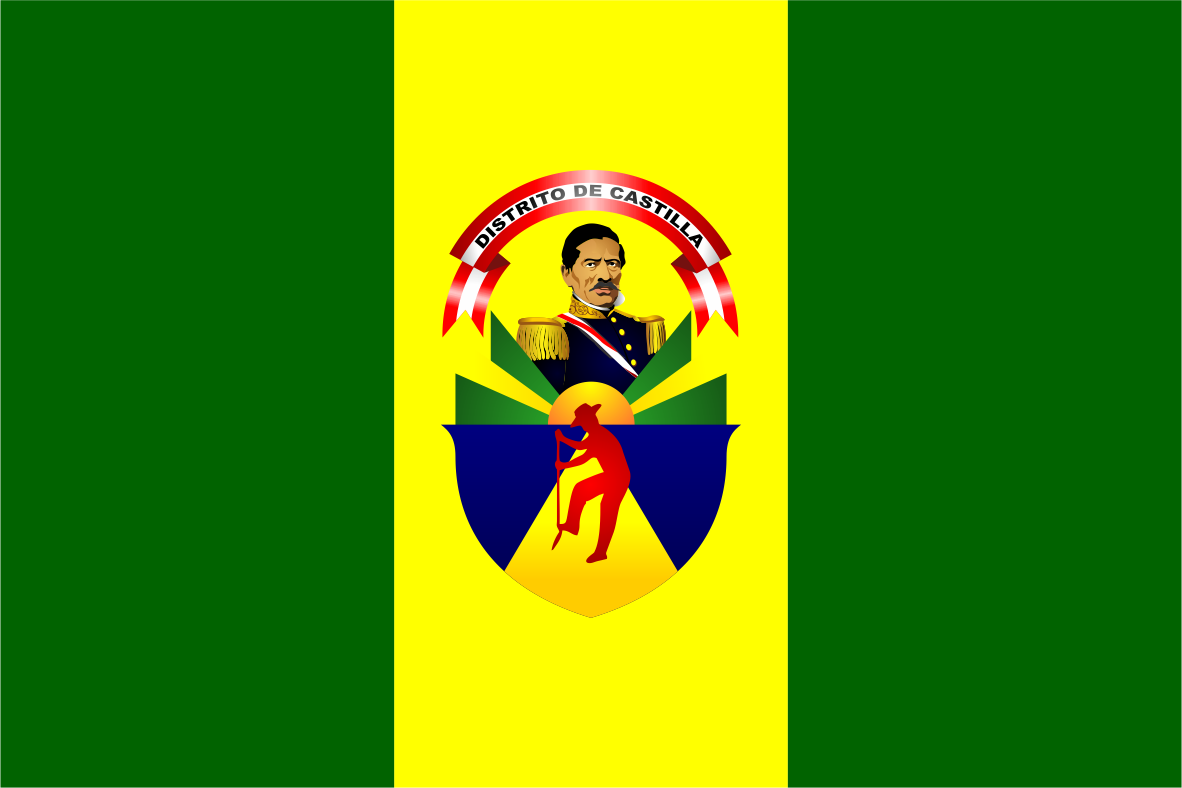
Distrito de Castilla
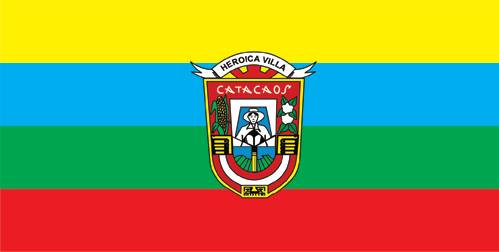
Distrito de Catacaos
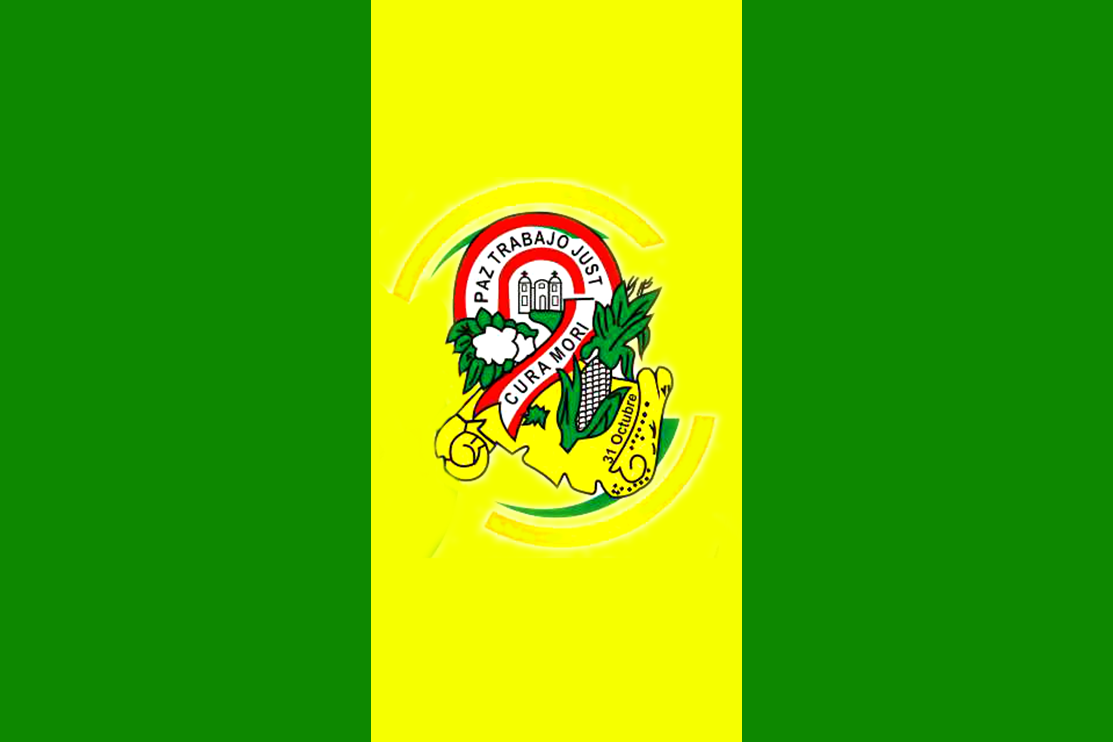
Distrito de Cura Mori
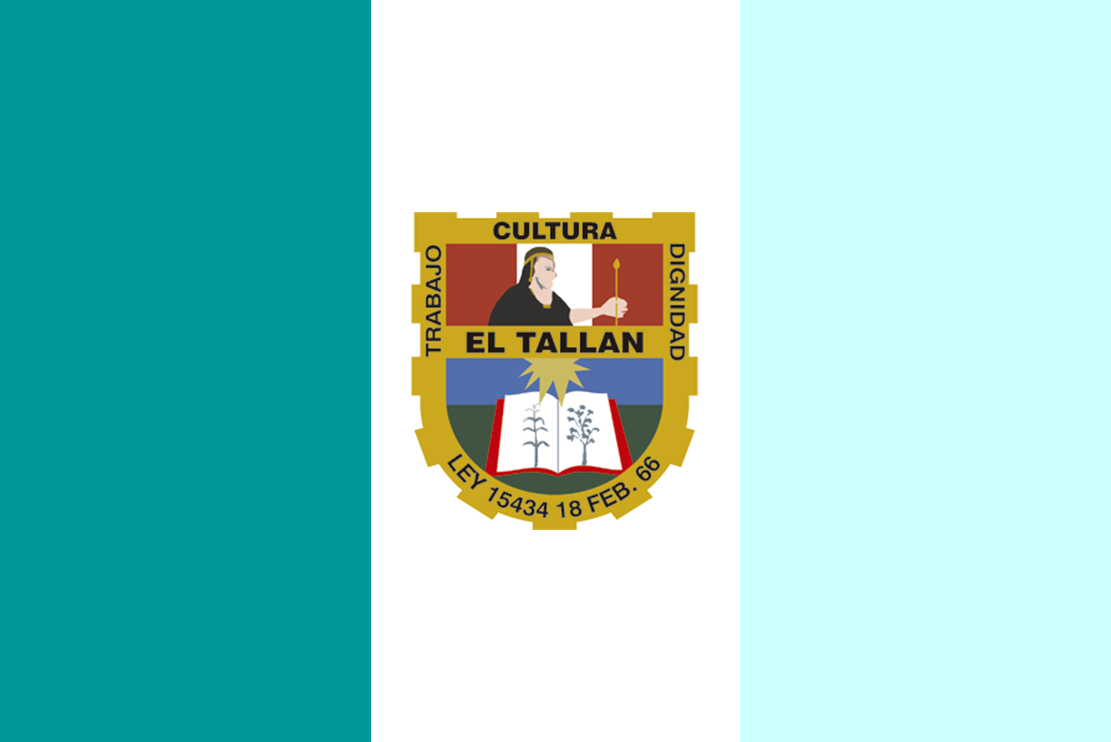
Distrito de El Tallán
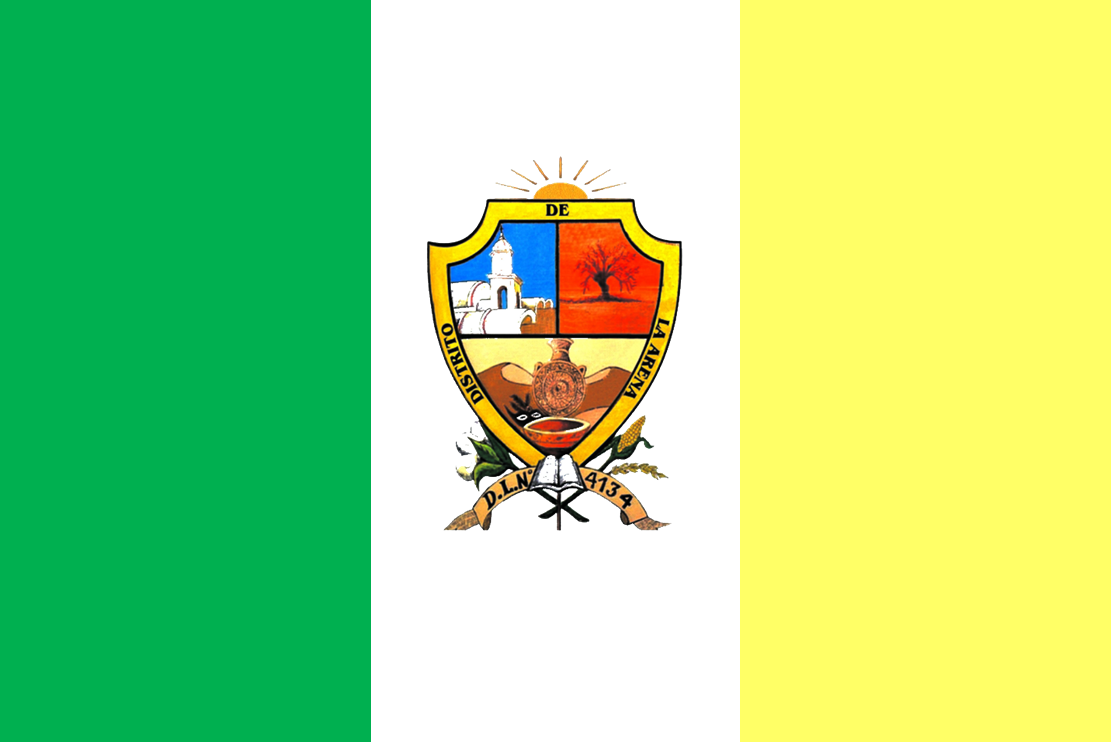
Distrito de La Arena
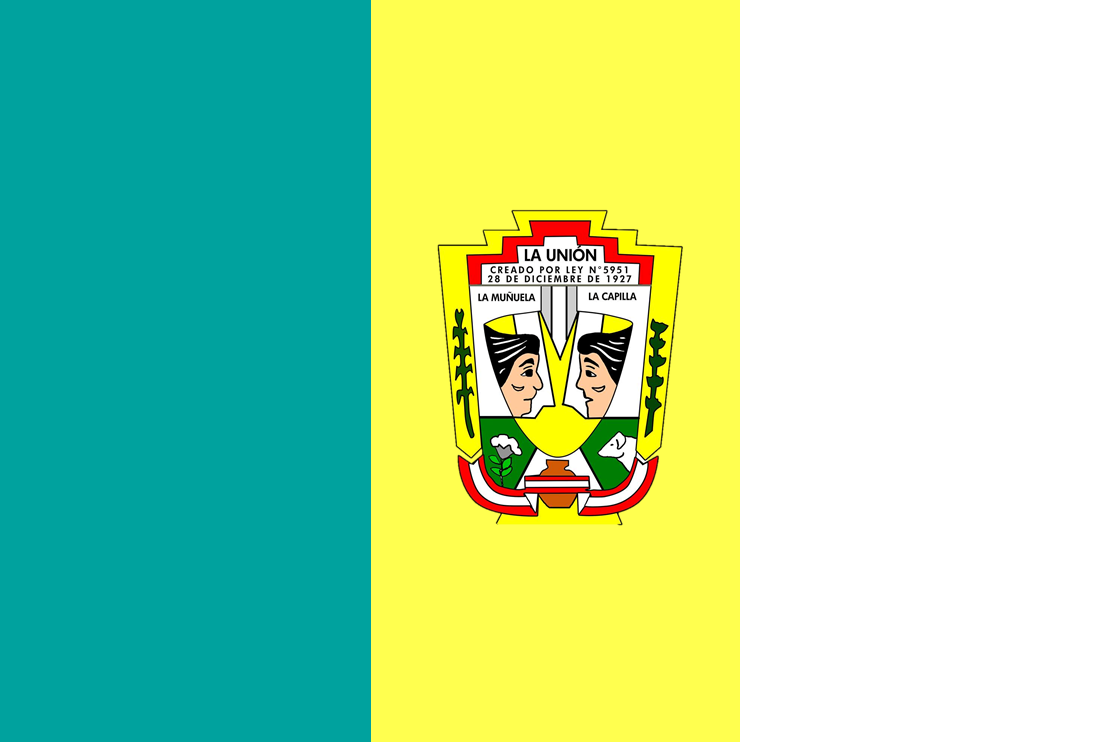
Distrito de La Unión
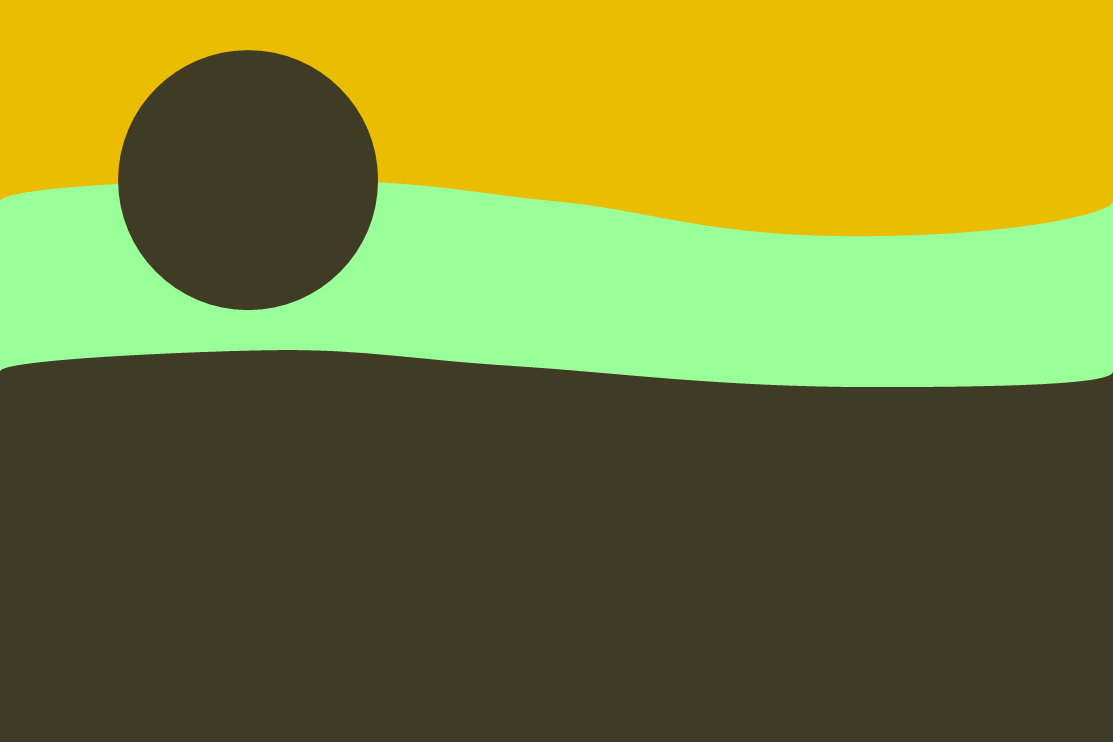
Distrito de Las Lomas
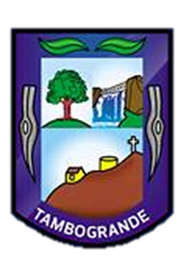
Distrito de Tambogrande
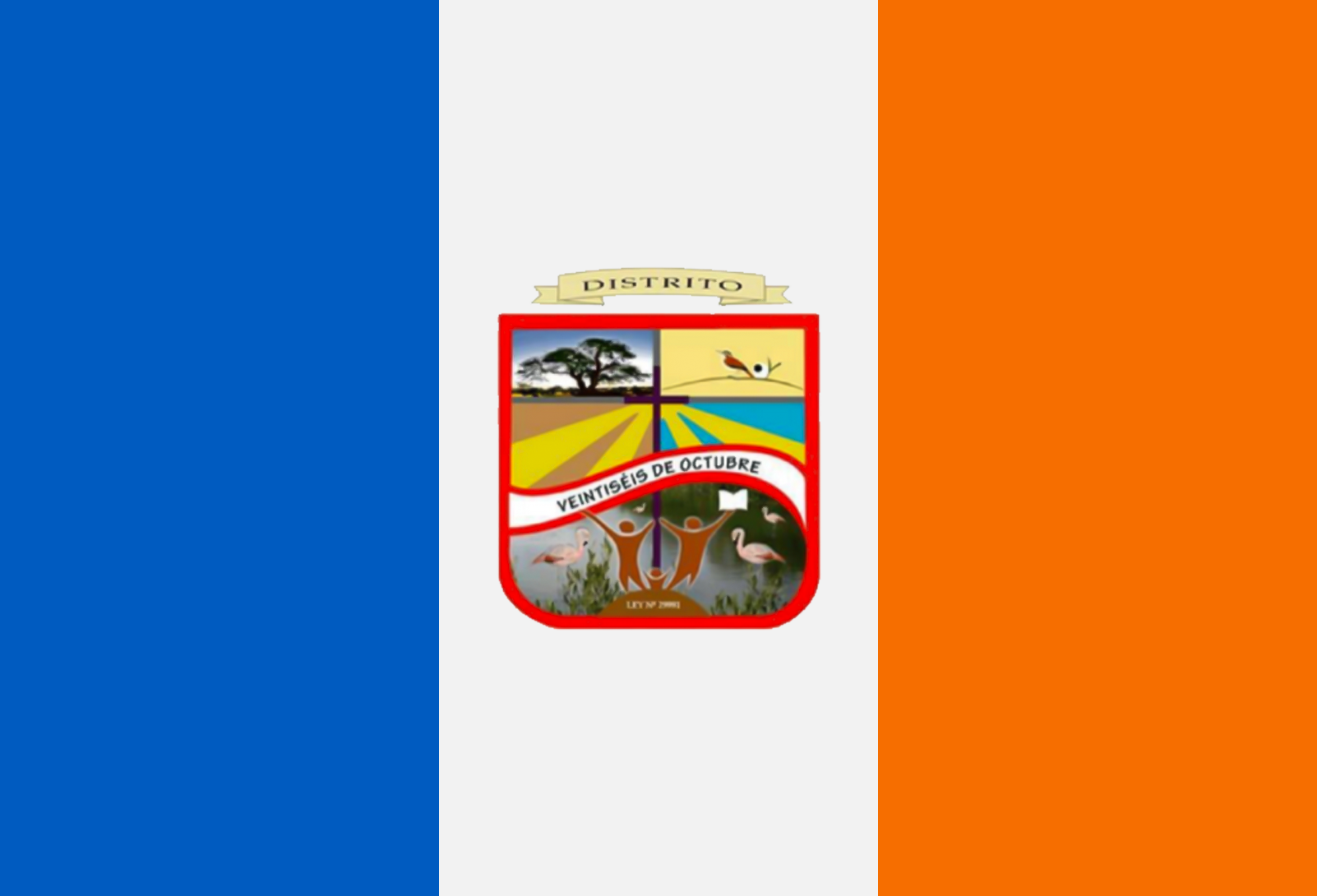
Distrito de Veintiséis de Octubre

## Población
La provincia tiene una población aproximada de 799 321 habitantes. A continuación se va a dar a conocer los habitantes en un gráfico de barras:
| Gráfica de evolución demográfica de Provincia de Piura entre 1981 y 2020 |
|                                                                          |
| Fuentes: Población 1981, 1993, 2007, 2017, 2018 y 2020                   |

## Capital
La capital de esta provincia es la ciudad de Piura, ubicada a la margen derecha del río Piura.

## Autoridades

### Regionales
- 2019-2022[8]
  - Consejeros regionales

  1. Alfonso Llanos Flores (Partido Democrático Somos Perú)
  2. José Antonio Lázaro García (Movimiento Independiente Fuerza Regional)
  3. José Luis Morey Requejo (Región para Todos)

### Municipales
- 2019-2022[8]
  - Alcalde: Juan José Díaz Dios, de Región para Todos.
  - Regidores:

  1. Pierre Gabriel Gutiérrez Medina (Región para Todos)
  2. Ingrid Milagros Wiesse León (Región para Todos)
  3. Martín Parihuamán Aniceto (Región para Todos)
  4. Heidy Gabriela Lozada Floriano (Región para Todos)
  5. Jhamerly Keny Chero Chero (Región para Todos)
  6. Luis Enrique Coronado Zapata (Región para Todos)
  7. Daniel Alonso Verástegui Urbina (Región para Todos)
  8. Darwin Rubén Hernández Zeta (Región para Todos)
  9. Miguel Ángel Lizama Zárate (Región para Todos)
  10. José Luis Mejía De la Cruz (Movimiento Independiente Fuerza Regional)
  11. Maritha Yessenia Roa Bobadilla (Movimiento Independiente Fuerza Regional)
  12. Víctor Francisco Castro Balcazar (Partido Democrático Somos Perú)
  13. Adolfo Alejandro Garay Castillo (Movimiento de Desarrollo Local Modelo Región Piura)
  14. Dandy Clover Pintado Morales (Movimiento Regional Seguridad y Prosperidad)
  15. Víctor Hugo Reyes Peña (Alianza para el Progreso)

### Policiales
- Comisario: Comandante PNP José Rivas Suclupe

## Festividades
- Octubre
  - Semana Jubilar de Piura
  - Señor de los Milagros
- Noviembre
  - Semana del Algarrobo